# الولامين (وادي الدواسر)
الولامين، هي قرية من فئة (أ) تقع في محافظة وادي الدواسر، والتابعة لمنطقة الرياض في السعودية. وتبعد الولامين عن محافظة وادي الدواسر بمسافة تقارب (1) كم.